# Robert Blouet
Pour les articles homonymes, voir Blouet.
Robert Blouet (en anglais : Robert Bloet) († 10 janvier 1123), fut un évêque anglo-normand de Lincoln (1094-1123), et un administrateur et chancelier des rois Guillaume le Roux et Henri Ier d'Angleterre (1091-1123).

## Biographie
Robert Blouet est un parent de Jean d'Avranches (ou d'Ivry), archevêque de Rouen (1067-1078) et Hugues II, évêque de Bayeux (1015-1049). Il est donc un membre de la famille des seigneurs d'Ivry, sans que l'on sache toutefois son lien de parenté.
Il est un chapelain du roi d'Angleterre et duc de Normandie Guillaume le Conquérant. À la mort du Conquérant en 1087, il accompagne son fils cadet Guillaume le Roux en Angleterre. Ce dernier s'est vu confier le royaume de son père sur son lit de mort, et il est en possession d'une lettre donnant instruction à Lanfranc, l'archevêque de Cantorbéry, de le couronner. 
Il est plutôt en faveur auprès du nouveau roi. Il devient son chancelier avant janvier 1091, et reste en poste jusqu'en 1094. En mars 1093, il est élu au siège épiscopal de Lincoln. Sa consécration est reportée car l'archevêque Thomas d'York revendique l'appartenance du Lindsey (en) à son propre diocèse. Le territoire représente tout de même la moitié du diocèse de Lincoln. Le problème est réglé grâce à l'intervention du roi et au paiement d'un pot de vin de plusieurs milliers de livres à l'archevêque,. Il est finalement consacré à Hastings peu avant le 22 février 1094, probablement le 12 février, le lendemain de la dédicace de l'église de l'abbaye de Battle. Il succède à Rémi de Fécamp.
Il est l'un des proches amis du roi jusqu'à la fin de son règne,. Il est l'un des justiciers de l'Angleterre en 1096, et durant les absences en Normandie de Guillaume le Roux, il fait probablement partie des régents du royaume.
Il reste attaché au gouvernement du royaume sous le règne d'Henri Ier, qui succède à son frère Guillaume le Roux en 1100. Il fait partie de l'Échiquier, sert comme juge royal et juge du Lincolnshire, est corégent du royaume durant les absences du roi. Durant cette période, il est aussi témoin de deux traités de paix passés avec le comte Robert II de Flandre. En 1102, il mène une armée à Tickhill (Yorkshire) pour assièger les hommes de Robert II de Bellême, le 3e comte de Shrewsbury, qui est en rébellion contre le roi. Il est reconnu par Guillaume de Malmesbury comme étant doué pour gérer les affaires du royaume, mais l'historien est beaucoup plus réservé sur sa gestion des affaires de son diocèse.
Pourtant, Robert Blouet est plutôt impliqué dans la gestion de son évêché. Il fait achever la construction de la cathédrale de Lincoln, et la dote généreusement. Il double le nombre de prébendes du chapitre cathédrale, le faisant passer de 21 à 42. Grâce à ses liens avec les monarques, il obtient de nombreux dons de terres, d'églises et de privilèges pour son évêché. Il entretient une importante cour autour de lui, comprenant notamment de nombreux nobles, tels Richard, un fils illégitime d'Henri Ier, mais aussi Gilbert de Sempringham et Henri de Huntingdon. Il est le protecteur du chroniqueur qu'il éleva à la fonction d'archidiacre. Il fait aussi revenir à l'abbaye d'Eynsham les moines que son prédécesseur avait déplacés à Stow. Cet acte créa un précédent et désormais ce fut l'évêque de Lincoln qui nomma l'abbé de cette maison.
Plus tard, cependant, il tombe en disgrâce et, bien qu'il ait été fort riche, il ne peut plus continuer à entretenir sa cour et son train de vie, du fait des procès et des amendes que le roi lui inflige. Il meurt, probablement d'une crise cardiaque, alors qu'il est en train de chasser en compagnie du roi et de Roger de Salisbury, à Woodstock (Oxfordshire) le 10 janvier 1123. Il est inhumé dans la cathédrale de Lincoln, en face de l'autel Sainte-Marie. Ses vicères sont enterrées à l'abbaye d'Eynsham. 
Il fonda l'hôpital du Saint-Sépulcre à Lincoln. Son fils Simon devint plus tard doyen de Lincoln.

### Sources
- Dorothy M. Owen, « Bloet, Robert (d. 1123) », Oxford Dictionary of National Biography, Oxford University Press, 2004.
- British History Online Bishops of Lincoln.
- (en) Janet Burton, Monastic and Religious Orders in Britain : 1000-1300, Cambridge UK, Cambridge University Press, 1994 (ISBN 0-521-37797-8).
- Maurice Powicke et E. B. Fryde, Handbook of British Chronology, 2nd. ed. London:Royal Historical Society, 1961.
- Ann Williams, The English and the Norman Conquest, Boydell Press, Ipswich, 2000.  (ISBN 0-85115-708-4).